# Красногвардейская улица (Павловск)
Красногварде́йская улица — улица в городе Павловске (Пушкинский район Санкт-Петербурга). Проходит от Надгорной улицы до улицы Обороны.
С 1837 года улица была известна под названием Фридерицинская — в честь главноуправляющего Павловским городовым правлением Е. К. Фридерици.
Примерно в 1918 году улицу переименовали в Красногвардейскую — в честь Красной гвардию.
По обе стороны Красногвардейской улицы располагается парк «Мариенталь». Сейчас улица представляет собой грунтовую дорогу.
По Красногвардейской улице сейчас числятся только два дома — 1, литера А, и 1, литера Б; оба расположены на одном землевладении рядом с улицей Обороны.